# José Oswaldo Calel
José Oswaldo Calel Sis (* 8. August 1998 in San Cristóbal Verapaz) ist ein guatemaltekischer Geher.

## Sportliche Laufbahn
José Oswaldo Calel stammt aus einem Dorf in der Kleinstadt San Cristóbal Verapaz. In jungen Jahren fing er mit der Leichtathletik an und trainierte zunächst hauptsächlich für die Langstreckenläufe. 2016 stieg er auf Wunsch seines damaligen Trainers, Jorge Alberto Coy, auf das Gehen um. Seine ersten Wettkämpfe bestritt er bei den Junioren der nationalen Konkurrenz. 2018 bestritt er seinen ersten Wettkampf über die 20-km-Distanz bei den Erwachsenen und belegte den fünften Platz bei den nationalen Meisterschaften. Im Sommer desselben Jahres gewann er die Goldmedaille bei den Zentralamerikameisterschaften in seiner Heimat. 2019 gewann er mit neuer Bestzeit von 1:24:19 h die Goldmedaille bei den Zentralamerikameisterschaften im Gehen. Im Juli startete er bei den U23-Nordamerikameisterschaften in Mexiko und konnte im Wettkampf über 10.000 Meter die Silbermedaille gewinnen. 2020 wurde er bei den nationalen Meisterschaften über 20 km Zweiter. 2021 qualifizierte er sich mit seiner neuen Bestzeit von 1:20:35 h als einer von acht Athleten seines Heimatlandes für die Olympischen Sommerspiele in Tokio, bei denen er im August an den Start ging. Den Wettkampf beendete er nach 1:26:55 h auf dem 30. Platz. Im Februar 2022 gewann er die Bronzemedaille bei den Zentralamerikanischen Meisterschaften im Gehen.
2022 trat Calel in den USA zum ersten Mal bei den Weltmeisterschaften an und landete bei seinem WM-Debüt auf dem 27. Platz.

## Wichtige Wettbewerbe
| Jahr                  | Veranstaltung                  | Ort                   | Platz                 | Disziplin             | Zeit                  |
| Startet für Guatemala | Startet für Guatemala          | Startet für Guatemala | Startet für Guatemala | Startet für Guatemala | Startet für Guatemala |
| --------------------- | ------------------------------ | --------------------- | --------------------- | --------------------- | --------------------- |
| 2018                  | Zentralamerikameisterschaften  | Guatemala-Stadt       | 1.                    | 20.000 m Bahngehen    | 1:28:11 h             |
| 2019                  | U23-Nordamerikameisterschaften | Santiago de Querétaro | 2.                    | 10.000 m Bahngehen    | 42:55,27 min          |
| 2021                  | Olympische Spiele              | Tokio                 | 30.                   | 20 km Gehen           | 1:26:55 h             |
| 2022                  | Weltmeisterschaften            | Eugene                | 27.                   | 20 km Gehen           | 1:26:24 h             |

## Persönliche Bestleistungen
- 10 km Bahnengehen: 42:55,27 min, 6. Juli 2019, Santiago de Querétaro
- 10 km Gehen: 40:30 min, 8. Mai 2022, San Jerónimo
- 20 km Gehen: 1:20:35 h, 5. Juni 2021, A Coruña